# En selle pour l'Allemagne
Pour plus de détails, voir Fiche technique et Distribution.
En selle pour l'Allemagne (titre original : ...reitet für Deutschland) est un film allemand réalisé par Arthur Maria Rabenalt, sorti en 1941.
Il s'agit d'un film de propagande nazie, un drame nationaliste pour mettre en valeur l'Allemagne renaissante après la Première Guerre mondiale. Le film contient dans la version originale des séquences antisémites.

## Synopsis
Novembre 1918. L'Allemagne est au bord de la défaite militaire vers la fin de la Première Guerre mondiale. Les régiments de cavalerie doivent accomplir un long périple entre la Russie et la frontière allemande. Au cours d'interminables chevauchées longue distance, les cavaliers allemands tentent de regagner la frontière allemande par l'est. L'excellent cavalier von Brenken est chargé de percer une division afin de demander de l'aide pour la brigade entourée par des volontaires polonais. Une balle atteint son cheval Harro, ce qui le fait tomber dans le sol boueux, et il reste coincé sous son cheval. Pendant quelques heures, il reste inconscient. Grièvement blessé, il peut cependant être libéré et secouru par une sentinelle allemande.
Von Brenken doit passer les mois suivants dans une clinique et est initialement en grande partie paralysé. Il se bat pour revenir à la vie. Le Rittmeister retourne dans son domaine d'Alt-Mellin en fauteuil roulant. Il y retrouve un vieil ami, Olav Kolrep, qui vient des colonies africaines. Brenken fait la connaissance bientôt de Tomasia, ou simplement Toms, la sœur de Kolrep, en compagnie de sa tante Ulle. Toms commence à s'intéresser à Brenken.
Lorsque le sergent Marten ramène le cheval Harro au domaine, Brenken retrouve goût à la vie. Il est déterminé à surmonter sa paralysie et à participer à des tournois pour la gloire de son pays.
Tandis que le cavalier s'entraîne, les profiteurs de guerre et les spéculateurs s'emparent de la République de Weimar et tentent de mettre la main sur son domaine. Kolrep aide son vieil ami du mieux qu'il peut et parvient à reporter la date de vente aux enchères d'Alt-Mellin.
À Genève, le Grand Prix d'Europe commence. Lorsque Rittmeister von Brenken commence avec Harro, il est accueilli par un silence glacial dans les rangs. Un peu plus tard, à un signe, de terribles hululements et huées se font entendre. Mais Brenken n'est pas découragé et fait un parcours sans faute avec Harro. Enfin, seul l'Italien Capitano Vagliasindi est encore en course. Au dernier tour, son cheval fait une faute et est pénalisé. Von Brenken remporte le Grand Prix pour l'Allemagne.

## Fiche technique
- Titre français : En selle pour l'Allemagne[1]
- Titre original : ...reitet für Deutschland
- Réalisation : Arthur Maria Rabenalt assisté de Hans Müller
- Scénario : Friedrich Reck-Malleczewen, Richard Riedel (de), Josef Maria Frank (de)
- Photographie : Werner Krien
- Montage : Kurt Hampp
- Musique : Alois Melichar
- Direction artistique : Otto Hunte, Herbert Nitzschke (de), Karl Vollbrecht
- Costumes : Gerda Leopold, Walter Salemann
- Son : Erich Leistner
- Producteur : Richard Riedel
- Société de production : Universum Film AG (UFA)
- Pays de production :  Reich allemand
- Langue de tournage : Allemand
- Métrage : 2 513 mètres
- Format : Noir et blanc — 35 mm — 1,37:1 — Son : Mono
- Genre : Film dramatique
- Durée : 92 minutes (1 h 32)
- Dates de sortie :
  - Troisième Reich : 11 avril 1941 (Hanovre) / 30 mai 1941 (Berlin)
  - Suède : 18 août 1941
  - Royaume de Hongrie : 18 septembre 1941

## Distribution
- Willy Birgel: Von Brenken
- Gertrud Eysoldt (de): Tante Ulle
- Gerhild Weber (de): Tomasia "Toms" Kolrep
- Herbert A.E. Böhme: Olav Kolrep
- Willi Rose (en): Karl Marten
- Hans Zesch-Ballot: Le commandant de brigade
- Paul Dahlke: Dolinski
- Rudolf Schündler: Le directeur général Brenner
- Walter Werner (en): Le conseiller privé
- Herbert Hübner: Un marchand de chevaux
- Walter Lieck (de): Prosinger
- Ewald Wenck: Le vieux cocher
- Armin Schweizer (de): Le maître de chapelle
- Gerhard Dammann (en): Le propriétaire de la diligence
- Hans Quest: Son fils
- Peter Elsholtz: L'uhlan allemand
- Karl Kahlmann: Le président du gouvernement
- Marianne Stanior (en): La première secrétaire de Brenner
- Wolfgang Staudte: Le sergent Rebenschütz
- Klaus Pohl: L'huissier
- Karl Swinburne (de): Le directeur du Grand Prix
- Angelo Ferrari: Vagliasindi
- Leopold von Ledebur: Le voisin de Toms
- Jaspar von Oertzen: L'adjudant von Burt
- Hellmuth Passarge (de): Le marchand de chevaux à l'hippodrome
- Ruth Lommel: La jeune Genevoise
- Ernst Rotmund: Le marchand de chevaux galicien
- Paul Rehkopf: Reinboth
- Anton Pointner: Un reporter

## À noter
- Le tournage s'est déroulé du 26 août 1940 au 5 avril 1941 dans le land de Brandebourg (à Angermünde et Schwedt-sur-Oder), dans les environs de Gaudenz et à Meran